# Fahd király nemzetközi repülőtér
A Fahd király nemzetközi repülőtér (arab nyelven: مطار الملك فهد الدولي) (IATA: DMM, ICAO: OEDF) Szaúd-Arábia egyik nemzetközi repülőtere, mely Dammám közelében található. Üzemeltetője a General Authority of Civil Aviation. Éves utasforgalma 10 400 000 fő (2018). Területét tekintve (776 km²) a legnagyobb a világon.

## Forgalom
Az utasforgalom az elmúlt években az alábbi módon változott:
| Utasok száma | 2 708 000 | 2 542 000 | 2 782 000 | 3 341 000 | 4 422 000 | 5 531 000 | 8 248 000 | 9 690 000 | 11 168 383 | 5 971 668 |
|              | 1999      | 2001      | 2004      | 2006      | 2009      | 2011      | 2014      | 2016      | 2019       | 2021      |

## Légitársaságok és célállomások

### Személy
2023-ban a Fahd király nemzetközi repülőtérről az alábbi járatok indulnak:
| Légitársaság                    | Célállomások |
| ------------------------------- | --- |
| Aegean Airlines                 | Athens (2023 június 11-tól) |
| Air Arabia                      | Alexandria, Cairo, Sharjah |
| Air Cairo                       | Cairo |
| Air India                       | Delhi |
| Air India Express               | Kozhikode, Mangalore, Thiruvananthapuram |
| AnadoluJet                      | Istanbul–Sabiha Gökçen |
| Biman Bangladesh Airlines       | Dhaka |
| Buta Airways                    | Baku |
| EgyptAir                        | Alexandria, Cairo |
| Emirates                        | Dubai–International |
| Ethiopian Airlines              | Addis Ababa |
| Etihad Airways                  | Abu Dhabi |
| flyadeal                        | Abha, Al Baha, Bisha, Cairo, Gassim, Ha'il, Jeddah, Jizan, Medina, Neom Bay, Riyadh, Ta'if |
| flydubai                        | Dubai–International |
| flynas                          | Abha, Al Baha, Al-Ula, Amman, Arar, Bahrain, Cairo, Dubai–International, Gassim, Jeddah, Jizan, Khartoum, Lahore, Lucknow, Medina, Mumbai, Najran, Riyadh, Tabuk, Ta'if, Yanbu Szezonális: Baku, Batumi, Sharm El Sheikh, Tbilisi, Tirana (2023 június 21-től) |
| Go First                        | Kannur |
| Gulf Air                        | Bahrain |
| Himalaya Airlines               | Kathmandu |
| IndiGo                          | Chennai (2023 június 13-tól), Delhi, Hyderabad, Kochi (2023 június 13-tól), Kozhikode, Lucknow, Mumbai, Thiruvananthapuram |
| Jazeera Airways                 | Kuwait City |
| KLM                             | Amszterdam |
| Kuwait Airways                  | Kuwait City |
| Lufthansa                       | Frankfurt, Kuwait City |
| Middle East Airlines            | Bejrút |
| Nile Air                        | Cairo |
| Oman Air                        | Muscat |
| Pakistan International Airlines | Islamabad, Karachi, Lahore, Sialkot |
| Pegasus Airlines                | Sabiha Gökçen nemzetközi repülőtér |
| Philippine Airlines             | Manila |
| Qatar Airways                   | Doha |
| Royal Jordanian                 | Amman–Queen Alia |
| SalamAir                        | Muscat |
| Saudia                          | Jeddah, Neom Bay, Riyadh |
| SriLankan Airlines              | Colombo–Bandaranaike |
| Tarco Aviation                  | Khartoum |
| Turkish Airlines                | Antalya, Istanbul, Trabzon |
| Vistara                         | Mumbai |
| Wizz Air                        | Abu Dhabi, Budapest (2023 április 20-től), Larnaca (2023 július 4-től), Róma–Fiumicino, Tirana, Bécs |

### Cargo
| Légitársaság           | Célállomások |
| ---------------------- | --- |
| Air France Cargo       | Dubai–International, Hong Kong, Mumbai |
| Cargo Garuda Indonesia | Jakarta–Soekarno–Hatta |
| Cargolux               | Hong Kong, Luxembourg |
| DHL Aviation           | Dubai–International |
| Emirates SkyCargo      | Dubai–Al Maktoum |
| Lufthansa Cargo        | Frankfurt, Sharjah |
| Turkish Cargo          | Istanbul, Nairobi |
| Saudia Cargo           | Amszterdam, Brüsszel, Dhaka, Frankfurt, Ho Chi Minh City, Hong Kong, Houston–Intercontinental, Jeddah, Maastricht/Aachen, Manila, Milan–Malpensa, John Fitzgerald Kennedy nemzetközi repülőtér, Riyadh, Thiruvananthapuram, Kochi, Bécs |

## Futópályák
A repülőtér futópályái:
- 16L/34R (4000 m, 60 m, aszfalt)
- 16R/34L (4000 m, 60 m, aszfalt)